# Lénárt László (színművész)
Lénárt László (Szentes, 1970. március 26. –) magyar színész.

## Életpályája
1970-ben született. A szentesi Horváth Mihály Gimnáziumban érettségizett, irodalmi–drámai tagozaton. Színi tanulmányait a Nemzeti Színház Stúdiójában folytatta. 1990-től a Békéscsabai Jókai Színháznál indult színészi pályája, majd 1992 és 1995 között a Győri Nemzeti Színházhoz szerződött. Szabadúszóként játszott többek között az Evangélium Színházban, a Budaörsi Latinovits Színházban, a tatabányai Jászai Mari Színházban, a szarvasi Cervinus Teátrumban, a Pinceszínházban, a Fogi Gyermekszínház, az Aranyszamár Bábszínház előadásaiban. 2006-ban alapította meg saját társulatát, a Teatro Társulatot, azzal a céllal, hogy a magyar és a világirodalom kiemelkedő alakjait megismerje a közönség. 2013-tól játszik a Soproni Petőfi Színházban, 2017-től a Turay Ida Színházban, 2018-tól az Új Nemzeti Kamara Színházban is. Dalszövegírással és mesejátékok adaptálásával, színpadra állításával is foglalkozik. Rendszeresen szinkronizál és szerepel filmes produkciókban is. 2019-től a Békéscsabai Jókai Színház színésze. 

## Fontosabb színházi szerepei
- Benjamin Jonson: Volpone, avagy a pénz komédiája... Leone kapitány
- Charles Dickens – Belinszki Zoltán – Gulyás Levente – Tatár Bianka: Twist Olivér... Brownlow
- Edmond Rostand: Cyrano... Valvert vicomte
- Nyikolaj Vasziljevics Gogol: A revizor... Szvisztunov (rendőr; vendéglői szolga)
- George Bernard Shaw: Szent Johanna... Angol katona
- Jean Giraudoux: Trójában nem lesz háború... Hektor
- John Steinbeck: Az Édentől keletre... Will
- Jean Anouilh: Becket, vagy Isten becsülete... II. Henrik, angol király
- Georges Feydeau: Osztrigás Mici... Étienne, Petypon inasa; Émile, a tábornok inasa
- Robert Bolt: Egy ember az örökkévalóságnak (Morus Tamás)... Richard Rich
- Alan Alexander Milne: Micimackó... Róbert Gida
- Antoine de Saint-Exupéry: A kis herceg... Hiú, Üzletember, Geográfus
- Leonard Bernstein: West Side Story... Snow Boy
- Ben Turán: Melina, avagy a Torzó... Frikszosz
- Fazekas Mihály: Lúdas Matyi... Ispán
- Madách Imre: Mózes... Józsué
- Kosztolányi Dezső: Édes Anna... Kéményseprő
- Nyirő József: A próféta... Sirach
- Móricz Zsigmond – Kocsák Tibor – Miklós Tibor: Légy jó mindhalálig... Nagy úr
- Németh László: VIII. Gergely... Ottó (ostiai püspök)
- Örkény István: Tóték... A lajt tulajdonosa
- Tamási Áron: Énekes madár... Katolikus pap
- Tamási Áron: Ördögölő Józsiás... Bakszén
- Katona Imre: Csíksomlyói magyar passió... Poncius Pilátus; Ádám
- Hubay Miklós: Egy faun éjszakája, avagy hová lett a rózsa lelke... Nizsinszkij
- Kertész Mihály: Na, de államtitkár úr!... Somogyi úr
- Szabó Magda: Szent Bertalan nappala... Von Waltbott
- Sík Sándor: István király... Vazul
- Topolcsányi Laura – Berkes Gábor: Salsa, szivar, szerelem... Pap és egyéb szerepekben
- Topolcsányi Laura: A medve nem játék!Székely pajzán történetek... szereplő
- Harsányi Gábor: Csengő-bongó királyság... Nagyvezér
- Anna Gavalda – Németh Ervin: 35 kiló remény... Apa
- Báldi Mária – Berkes Gábor: A nők (is) a fejükre estek... Miklós, mindenes
- Csukás István: Ágacska... Dani kacsa
- Romhányi József – Bor Viktor: Dr Bubó... Jaguár; Vadkan; Víziló; Oroszlán
- Urbán Gyula: Minden egér szereti a sajtot... Márton papa
- Bencze Balázs – Rossa László: Az ördög három aranyhajszála... Ördög
- Ábrahám Pál: Viktória... Követségi titkár; Lakáj; Kozák
- Huszka Jenő – Szilágyi László: Mária főhadnagy... Herbert

## Bemutatott színpadi műveiből
- Lénárt László – ifj. Straub Dezső: Bambi
- Mujahid Zoltán – Lénárt László: Az oroszlánkirály meséje
- Hans Christian Andersen – Harmath Imre – Lénárt László: A kis hableány
- Jókai Mór – Rossa László – Lénárt László: Szaffi
- Fekete István – Lénárt László – Bor Viktor: Vuk
- Bálint Ágnes – Bor Viktor – Lénárt László: Frakk, a macskák réme

## Filmek, tv
- Dinotópia (sorozat, (2003) ... Rendőr
- A temetetlen halott (2004)
- Hacktion (sorozat, (2013) ... Richárd
- Csonka délibáb (2015)... ÁVH-s
- Kincsem (2017)
- Jóban Rosszban (sorozat, 2021–2022) ... Szekeres Iván
- Oltári történetek (sorozat, 2022) ... Bernáth István
- Hazatalálsz (sorozat, 2024) ... navos férfi
- Gólkirályság (sorozat, 2024) ...MLSZ ellenőr